# Лэмб, Гарольд Альберт
Гарольд Альберт Лэмб (англ. Harold Albert Lamb; 1892—1962) — американский историк, сценарист, романист и писатель, известный популяризатор истории.

## Биография
Гарольд Лэмб родился 1 сентября 1892 года в Альпайне, Нью-Джерси. Учился в Колумбийском университете, где у него развился интерес к изучению истории народов Азии. Учился вместе с известными деятелями культуры Карлом Ван Дореном и Джоном Эрскином. В университете в 1929 году он получил грант от фонда Гуггенхейма. Лэмб начал карьеру писателя в pulp-журналах и быстро перешёл к престижному журналу «Адвенчур». Первой успешной работой стала биография Чингисхана, написанная в 1927 году. На волне успеха Лэмб стал писать научно-популярные, биографии и популярные книги по истории и историко-приключенческие романы вплоть до своей смерти в 1962 году. Его двухтомная история крестовых походов стала пользоваться успехом и привлекла внимание Сесила Блаунт Демилля, который привлёк Лэмба для написания сценария к фильму «Крестовые походы» и многих последовавших фильмов режиссёра. Лэмб знал несколько языков, в числе которых были французский, латинский, персидский, арабский и, как он сам заявлял, «маньчжурско-татарский». Кроме восточной, Лэмб часто обращался к восточноевропейской тематике: ему принадлежит художественный цикл о казаке Клите, биографии Ивана Грозного (The March of Muscovy) и Стеньки Разина (Chief of the Cossacks).

### Художественная литература
- Marching Sands (1920)
- The House of the Falcon (1921)
- The Grand Cham (1922)
- White Falcon (1926)
- Durandal (1931)
- Nur Mahal (1932)
- Kirdy (1933)
- Omar Khayyam (1934) // Омар Хайям. Гений, поэт, учёный
- A Garden to the Eastward (1947)
- The Curved Saber (1964)
- The Mighty Manslayer (1969)
- The Three Palladins (1977)
- Durandal (1981)
- The Sea of the Ravens (1983)
- The Skull of Shirzad Mir (2006)
- Wolf of the Steppes (2006)
- Warriors of the Steppes (2006)
- Riders of the Steppes (2007)
- Swords of the Steppes (2007)
- Swords from the West (2009)
- Swords from the Desert (2009)
- Swords from the East (2010)
- Swords from the Sea (2010)

### Научно-популярные и исторические биографии
- Genghis Khan: The Emperor of All Men (1927) // Чингисхан. Властелин мира
- Tamerlane (1928)
- The Flame of Islam (1930)
- Iron Men and Saints (1930)
- The Crusades (1931) // Крестовые походы
- The March of the Barbarians (1940)
- Alexander of Macedon: The Journey to World's End (1955)
- The March of Muscovy: Ivan the Terrible and the Growth of the Russian Empire, 1400-1648 (1948)
- The City and the Tsar: Peter the Great and the Move to the West, 1648-1762 (1948)
- The Earth Shakers (1949) // Тамерлан. Потрясатель вселенной
- Suleiman the Magnificent (1951) // Сулейман. Султан Востока
- Theodora and the Emperor: The Drama of Justinian (1952) // Феодора. Циркачка на троне
- Charlemagne: The Legend and the Man (1954) // Карл Великий. Основатель империи Каролингов
- Genghis Khan and the Mongol Horde (1954)
- New Found World: How North America Was Discovered and Explored (1955)
- Hannibal: One Man Against Rome (1958) // Ганнибал. Один против Рима
- Constantinople: Birth of an Empire (1958)
- Chief of the Cossacks (1959)
- Cyrus the Great (1960) // Кир Великий. Первый монарх
- Babur the Tiger: First of the Great Moguls (1962) // Бабур-Тигр. Великий завоеватель Востока